# Vilas Boas (Chaves)
Vilas Boas es una freguesia portuguesa del concelho de Chaves, con 7,00 km² de superficie y 218 habitantes (2001). Su densidad de población es de 31,1 hab/km².